# Stasina rangelensis
Stasina rangelensis là một loài nhện trong họ Sparassidae.
Loài này thuộc chi Stasina. Stasina rangelensis được Pelegrin Franganillo-Balboa miêu tả năm 1935.